# SQLite
SQLite (anglická výslovnost [ˌeskjuːelˈlait], někdy též [siːkwəl.lait]) je relační databázový systém obsažený v relativně malé knihovně (~700 KB) napsané v C. Je vyvíjen D. Richardem Hippem a šířen pod licencí public domain.

## Popis
Na rozdíl od databází založených na principu klient–server, kde je databázový server spuštěn jako samostatný proces, je SQLite pouze nevelká knihovna, která, po přilinkování k aplikaci, je k dispozici pomocí jednoduchého rozhraní. Každá databáze je uložena v samostatném souboru .dbm (Database Manager), kde se data ukládají za použití jednoduchého primárního klíče do stejně velkých bloků a používá hašovacích technik pro rychlý přístup k datům při vyhledávání podle klíče.

## Charakteristické prvky
Charakteristickými prvky systému SQLite jsou:
- absence databázového systému ve formě abstrahovaného prostředí
- absence konfigurace (částečně lze přizpůsobit příkazy PRAGMA)
- absence serveru
- databáze v jednom souboru, nezávislém na platformě; to s sebou nese výhody (migrace) i nevýhody (fragmentace)

## Rozsah SQLite
V SQLite je implementován téměř celý standard SQL-92 a též některé nadstandardní prvky (UTF-8/16, REPLACE INTO, ON CONFLICT, uživatelské funkce a uživatelské řazení).
Z toho, co implementováno není:
- OUTER RIGHT JOIN, OUTER FULL JOIN
- ALTER TABLE DROP COLUMN, ALTER COLUMN, ADD CONSTRAINT
- GRANT, REVOKE (vzhledem k databázi coby jednoduchému souboru, nikoli kompletního abstrahovaného prostředí)

Z toho, co implementováno je:
- WITH (ev. RECURSIVE)

## Použití
Databázi SQLite lze použít například v programovacích jazycích C, C++, C#, Delphi, Java, Lua, PHP, Python, Perl, Ruby, Tcl, REALbasic. Předkompilované binárky jsou k dispozici pro Linux, macOS a MS Windows. SQLite je vestavěná i v mobilním systému Android.
Formát databázovových souborů je přitom nezávislý na operačním systému a SQLite tak představuje i zajímavý a jednoduchý nástroj pro přenos strukturovaných dat.

### Význační uživatelé SQLite
Aplikace Kexi, součást KOffice, SQLite umí otevírat a editovat. SQLite je mimo jiné použit například v komunikátoru Skype, software A350 XWB výrobce letadel Airbus, v prohlížečích Safari a Chrome (jako součást cacheování) či antivirových programech firmy McAfee, dokonce i výrobcích iPod a iPhone firmy Apple. Adobe Systems v něm u některých svých programů ukládá nainstalované klíče z registry. SQLite se také často používá v operačním systému Android k uložení persistentních dat aplikací. V systému Solaris 11 je použita pro ukládání metadat SMF.